# Charles Ier de Cossé
Pour les autres membres de la famille, voir Maison de Cossé-Brissac.
Pour les articles homonymes, voir Cossé, Brissac et Maréchal de Brissac.
 (septembre 2019).
Si vous disposez d'ouvrages ou d'articles de référence ou si vous connaissez des sites web de qualité traitant du thème abordé ici, merci de compléter l'article en donnant les références utiles à sa vérifiabilité et en les liant à la section « Notes et références ».
Charles Ier de Cossé, comte de Brissac (1505- 31 décembre 1563), est un militaire et aristocrate français du XVIe siècle. Il est élevé à la dignité de maréchal de France en 1550. Pour le distinguer de son frère cadet Artus de Cossé-Brissac, lui aussi maréchal de France, appelé le Maréchal de Cossé, il est surnommé « Maréchal de Brissac ».

## Biographie

### Origines et jeunesse
Il est né dans la famille angevine de Cossé-Brissac, fils de René de Cossé, seigneur de Brissac et de Cossé en Anjou, grand fauconnier, et de Charlotte Gouffier de Boisy, sœur du duc de Roannais Artus Ier Gouffier ; il est d'une complexion délicate. Il supplée aux forces qui lui manquent par l'adresse qu'il acquiert dans ses exercices ; il l'emporte souvent sur les plus robustes, par son habileté à manier une lance et une épée.
Enfant d'honneur de François, dauphin, fils aîné de François Ier, ce jeune prince le fait son premier écuyer. Envoyé au siège de Naples, en 1528, il est attaqué par les Espagnols à la descente des galères ; ses troupes reculent jusqu'au bord de la mer : seul, à pied, sans casque, sans cuirasse, sa seule épée à la main, il se défend contre un cavalier armé de toutes pièces et le fait prisonnier. Il commande cent chevau-légers à la prise de Veillane et à celle du château de Suse (Italie) en 1537.

### Carrière militaire

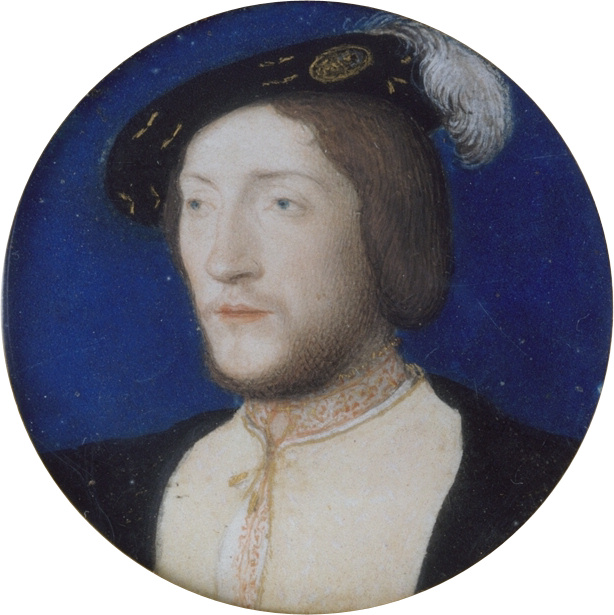
Charles Ier de Cossé, portrait peint par Jean Clouet, vers 1535.

Grand fauconnier de France en 1540, il est nommé, en 1542, colonel général des gens de guerre français, à pied, de là les monts. Au siège de Perpignan, sous le dauphin (futur Henri II), tandis que la jeune noblesse de l'armée, livrée au plaisir et au jeu sous les tentes du prince, veille peu aux mouvements des assiégés, ceux-ci font une sortie, comblent les tranchées et se portent sur le parc de l'artillerie ; Brissac, lui douzième, s'avance une pique à la main, reçoit tout le feu des ennemis, et, malgré une blessure à la cuisse, entretient le combat jusqu'à l'arrivée de l'infanterie qui le dégage. Le dauphin lui dit en l'embrassant 

« qu'il voudrait être Brissac, s'il n'était pas dauphin. »

Il commande en 1543 toute la cavalerie légère en Piémont, suit la même année le roi en Flandre, bat un corps considérable des impériaux, et leur fait 600 prisonniers. L'alarme se répand dans le reste de l'armée ennemie ; elle abandonne l'attaque de Bohain, le siège de Guise, et se retire en désordre sur le Quesnoy. Brissac attaque son arrière-garde, en défait une partie, et prend François d'Este, frère du duc de Ferrare et général de la cavalerie impériale. L'armée française se retire : Brissac, pour faciliter la marche du roi et assurer sa retraite, se charge de l'arrière-garde, et y court les plus grands dangers. Investi avec douze cavaliers qui raccompagnent le roi, il fait de prodigieux efforts pour se dégager ; quelques Français accourent à son secours : on lui avait arraché ses brassarts, son hausse-col ; ses habits étaient en pièces ; un Allemand fort et vigoureux l'enlève de dessus son cheval ; Brissac se débat encore avec le tronçon de son épée ; enfin les gens d'armes attachés à sa personne l'arrachent aux ennemis. Il saute sur un cheval frais, et regagne le gros de l'armée. Il y arrive couvert de sang et de poussière. L'armée lui devait son salut ; le roi lui présente à boire dans sa coupe, l'embrasse, et le fait chevalier de son ordre. L'empereur apprend alors que Landrecies, dont il voulait faire le siège, était pourvue de munitions et de vivres, et que l'armée française s'était retirée auprès du Cateau-Cambrésis ; il poursuit l'arrière-garde commandée par Brissac qui le repousse.

En 1544, il est envoyé avec sa cavalerie légère et 2 000 fantassins à Vitry-en-Perthois ; de là il harcèle l'armée impériale, enlève ses fourrageurs, coupe ses convois : l'empereur détache sur lui 4 000 hommes avec un train d'artillerie ; la partie est trop inégale ; Brissac l'abandonne, et se retire vers Châlons. Dans une vive escarmouche, il est pris deux fois et deux fois délivré par ses troupes. La paix se fait en septembre avec l'empereur. En 1545, il défait les Anglais sur la terre d'Oye, située en Boulonnais ; la paix se conclut avec l'Angleterre en 1546. On ôte la charge de grand maître de l'artillerie à Jean de Taix, qui s'était permis quelques discours imprudents, et elle est donnée en 1547 à Brissac, 

« le seigneur de la cour le plus aimable, dit Mézeray, et aussi le plus aimé de Diane de Poitiers. »

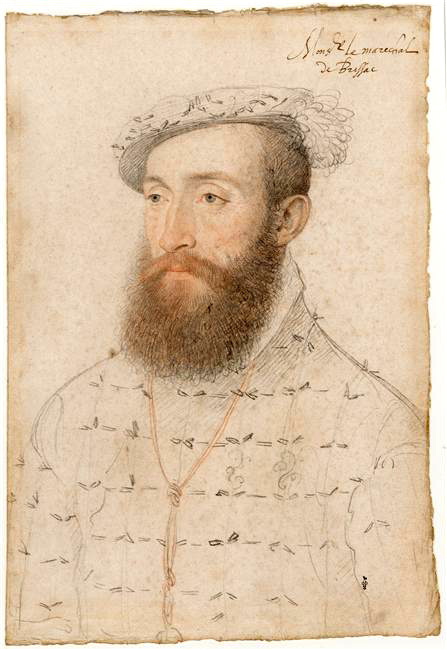
Charles Ier de Cossé, comte de Brissac, école de Jean Clouet, vers 1550.

On l'appelait communément « le beau Brissac ». Il eut la même année la charge de Grand panetier. Maréchal de France en 1550, il se rend en Piémont, dont le roi lui donne le gouvernement général ; cette province devient alors une école militaire où la garde régulière des places, les fréquents exercices dans les plaines, et de petits combats aguerrissent le soldat et tirent l'officier de l'inaction où il était mollement plongé. Ce qui fait le plus d'honneur au maréchal de Brissac, c'est qu'il rétablit dans son armée une si exacte discipline que le soldat, même en pays de conquête, n'osait rien prendre que de gré à gré. Il a fait régler les rançons de part et d'autre, selon la fonction et la charge de ceux qui étaient faits prisonniers. On ne faisait point la guerre aux villageois ni aux marchands, mais seulement à ceux qui portaient les armes, et le paysan labourait sans crainte entre les deux camps. Pour réprimer la fureur des duels, qui était portée à l'excès, il imagine de les permettre, mais d'une façon si périlleuse qu'il en ôte bientôt le désir ; il ordonne que ceux qui auraient désormais querelle la décideraient sur un pont entre quatre piques, et que le vaincu serait jeté dans la rivière, sans qu'il soit permis au vainqueur de lui donner la vie.
Brissac, en 1551, se rend maître de Chieri et de plusieurs autres villes en Piémont ; ces succès obligent Gonzague à lever le siège de Parme. En 1553, il prend, par escalade, Verceil, et la livre au pillage. Les meubles précieux, les pierreries et le trésor du duc de Savoie sont enlevés : ce prince les avait fait transporter dans cette place qu'il regardait comme imprenable. Brissac n'a point assez de canon pour forcer la citadelle ; il se retire, toujours suivi par les ennemis, et ne perd rien du butin qu'il emporte. Gonzague, redoutant les entreprises de Brissac, double toutes ses garnisons et affaiblit son armée. C'était ce que désirait le maréchal. Presque toujours sans argent, il n'est point en état de tenir la campagne ; le peu de troupes qui lui restent depuis qu'il avait envoyé des détachements en France, ne sont point payé et ne se soutiennent que par son attachement pour son général.

En 1554, il prend tout le pays des Langhes, et finit la campagne par la conquête d'Ivrée, qui ouvre un passage aux troupes auxiliaires des Suisses, et facilite les courses dans le Milanais et sur les terres de Pavie. En 1555, par un coup aussi heureux que hardi, il surprend Casal. Toute la noblesse de l'armée impériale, qui s'y était rendue pour assister à un tournoi, le gouverneur et ses soldats, n'ont que le temps de se jeter dans la citadelle, la plupart sans habits, et presque tous sans armes. Brissac entre dans la ville, interdit le pillage, attaque la citadelle, défendue par un bon fossé et quatre bastions, et se dispose à un assaut général. Les ennemis capitulent, promettent de se rendre si, dans vingt-quatre heures, ils ne sont point secourus. La capitulation était à peine signée qu'on a avis que le marquis de Pescaire marche avec 3 000 hommes pour se jeter dans la citadelle ; le maréchal tient ses troupes toute la nuit sous les armes, on avance les horloges, et la citadelle se rend ; il y trouve, comme dans la ville, une artillerie nombreuse, tire de la rançon de cette noblesse allemande, rassemblée pour le tournoi, écus qui réjouissent fort le soldat, mal payé, jusque-là, de ce qui lui était dû. Henri II accorde au maréchal une faveur bien glorieuse ; il lui fait présent de l'épée qu'il portait à la guerre. Ce présent, dont aucun roi n'avait encore honoré un de ses sujets, est accompagné d'une lettre où sa valeur, sa diligence, son zèle sont peints avec les plus vives couleurs. Ce prince finit par ce trait flatteur : 

« L'idée que j'ai de votre mérite a passé jusque chez nos ennemis, et dernièrement l'empereur avouait qu'il se ferait le monarque du monde, s'il avait un Brissac pour seconder ses armes et ses desseins. »

Le roi lui ordonne de lever un impôt sur le clergé, la noblesse et le peuple du Piémont ; il se comprend le premier dans cette taxe, et donne 10 000 écus de son bien. Les maladies qui se répandent dans son armée, par la mauvaise nourriture, ne l'empêchent pas de soumettre encore quelques places qu'il fait raser.
Le maréchal reçoit un renfort de la France. Suivi de plusieurs princes et d'un grand nombre de seigneurs volontaires, il marche au secours de Santhia, assiégée par Ferdinand Alvare de Tolède, troisième duc d'Albe, qui avait remplacé Gonzague, le force de se retirer et de laisser dans son camp 400 malades, ses vivres et une bonne partie de son artillerie. L'armée française forme le siège de Volpian ; Brissac est resté malade à Turin ; ses lieutenants ne savent point se faire obéir ; les jeunes volontaires montent témérairement à l'assaut ; le gouverneur déclare qu'il ne capitulerait qu'avec le maréchal ; Brissac se fait porter à l'armée ; la ville se rend ; il en ordonne la démolition.

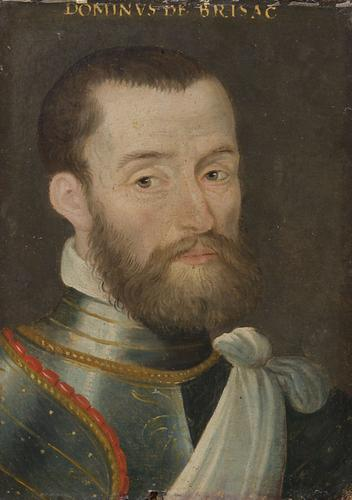
Charles Ier de Cossé, comte de Brissac, portrait anonyme, XVIe siècle, Musée d'histoire de l'art de Vienne.

À la prise de Vignal, les assiégés se défendaient depuis quelques jours ; un bâtard de la maison de Roissy, âgé de vingt ans, quitte sa troupe, paraît sur la brèche, tire un coup d'arquebuse, met l'épée à la main, insulte l'ennemi ; ses camarades volent à son secours et combattent avec valeur ; le maréchal est forcé de les soutenir : on se bat longtemps, les Français emportent la brèche et la ville, qui est rasée. Le maréchal n'estimait point les conquêtes faites au mépris de la discipline ; il n'aurait point laissé au siège de Volpian l'indocilité des troupes impunie, si les premiers coupables n'eussent été des princes du sang : il met Roissy au conseil de guerre et le fait conduire à Turin. On procède à son jugement ; le maréchal prononce qu'ayant défendu qu'on quittât son rang avant le signal, Roissy avait violé cet ordre, et que sa désobéissance méritait la mort : et le conseil opine comme le maréchal. On lit à Roissy sa sentence, et l'on se dispose à le conduire au supplice ; Brissac ordonne à ses troupes de se retirer : 

« Approchez, dit-il à Roissy ; j'ai pitié de votre jeunesse ; j'estimerai un jour votre valeur quand elle sera dirigée par l'obéissance je vous rends aux vœux et aux prières de l'armée. Portez, pour l'amour de moi, cette chaîne d'or que je vous donne, recevez des mains de mon écuyer un cheval et des armes avec lesquelles désormais vous combattrez auprès de moi. »

 Il avait puni auparavant, suivant toute la rigueur des lois militaires, un officier, qui, malgré son ordre, avait quitté l'armée sans congé. Le conseil de guerre le déclare 

« privé d'armes, d'honneur, de condition, sujet à la taille, et ses enfants roturiers. »

 Le roi approuve d'abord cet acte de justice ; mais, sur les instances des dames de la cour, il fait grâce à l'officier, ce qui ne contribue pas peu à nourrir l'esprit d'indiscipline dans les troupes.
Brissac bat partout les ennemis lorsqu'il apprend la défaite des Français à Saint-Quentin, reçoit l'ordre de faire partir cinq mille Suisses, quatre compagnies de gendarmerie, autant de cavalerie légère, et de se tenir en Piémont sur la défensive. Le roi le nomme, en 1560, gouverneur et lieutenant général de Picardie, sur la démission de l'amiral de Coligny. Investi tout à coup par ses propres soldats, qui lui demandent, les armes à la main, de quoi payer leurs dettes, il devient leur victime, s'il n'avait trouvé dans la générosité des Suisses un remède au mal qu'il ne pouvait guérir seul. Il vend ce qui lui reste d'argenterie et de bijoux, en joint le prix à la somme que lui prêtent les Suisses, et distribue le tout aux soldats.
Pendant les troubles suscités par les calvinistes, Charles IX le nomme, en 1562, commandant à Paris, où il réussit à entretenir le calme. Il commande en 1563 en Normandie, d'où il va se mettre à la tête de l'armée devant Orléans, après l'assassinat du duc de Guise. La cour, en paix avec les calvinistes, entreprend de chasser les Anglais de la Normandie ; le maréchal de Brissac commande sous le roi et le connétable au siège du Havre, qui capitule au bout de huit jours : ce fut sa dernière expédition. Il meurt à Paris au mois de décembre suivant, avec la réputation d'un des plus illustres capitaines et des plus grands hommes de son siècle. On trouve l'histoire de ses campagnes en Italie dans les mémoires de du Villars (voir Mémoires du sieur François de Boivin, baron de villars).

## Mariage et descendance
Il épousa Charlotte Le Sueur d'Esquetot, fille de Jean Le Sueur, seigneur d'Esquetot, Buglise et Ricarville et de Madeleine Le Picart, dame d'Estelan et Mesnil Hatte. De cette union naissent :
- Timoléon de Cossé, comte de Brissac (1543-1569), militaire
- Charles II, duc de Brissac (1550-1621), Maréchal de France, surnommé le « Maréchal de Cossé »
- Diane de Cossé-Brissac, elle épouse Charles de Mansfeld
- Jeanne de Cossé-Brissac (†1602), elle épouse François d'Espinay (1554-1597), avec qui elle a quatre enfants dont Timoléon d'Epinay de Saint-Luc, maréchal de France